# Great Wall Cowry
Le Great Wall Cowry est un monospace sorti en septembre 2008 en Chine. Il est motorisé par un 4 cylindres essence. 
Il est désormais vendu en tant que Great Wall Voleex V80 et propose, en plus du 2 litres d'origine, un 2,4 litres de 163 ch.